# EWF Heavyweight Championship
L'EWF Heavyweight Championship è il massimo alloro della Empire Wrestling Federation.

## Albo d'oro
| Wrestler            | Regno | Data              | Luogo          | Note                                                                                       |
| ------------------- | ----- | ----------------- | -------------- | ------------------------------------------------------------------------------------------ |
| Bobby Bradley       | 1     | 16 giugno 1996    | San Bernardino | Sconfiggendo Zuma, diventando il primo campione.                                           |
| The Irish Assassin  | 1     | 3 novembre 1996   | San Bernardino |                                                                                            |
| Tim Patterson       | 1     | 6 luglio 1997     | San Bernardino |                                                                                            |
| Bulldog Sampson     | 1     | 31 agosto 1997    | San Bernardino |                                                                                            |
| Christopher Daniels | 1     | 28 settembre 1997 | San Bernardino |                                                                                            |
| Suicide Kid         | 1     | 8 novembre 1997   | Hemet          |                                                                                            |
| Bobby Bradley       | 2     | 2 maggio 1998     | Bloomington    |                                                                                            |
| John Black          | 1     | 2 agosto 1998     | Rialto         |                                                                                            |
| Rico Costantino     | 1     | 15 novembre 1998  | San Jacinto    |                                                                                            |
| Vacante             | N/A   | 18 luglio 1999    | San Bernardino | Titolo vacante quando costantino firma per la WWE.                                         |
| Frankie Kazarian    | 1     | 18 luglio 1999    | San Bernardino | Sconfiggendo John Black.                                                                   |
| Keiji Sakoda        | 1     | 24 marzo 2000     | San Bernardino |                                                                                            |
| Vacante             | N/A   | 14 maggio 2000    | Corona         | Sakoda lascia la EWF.                                                                      |
| Bobby Bradley       | 3     | 14 maggio 2000    | Corona         | In una Battle Royal.                                                                       |
| Eddie Williams      | 1     | 17 settembre 2000 | San Bernardino |                                                                                            |
| Brian Owen          | 1     | 12 novembre 2000  | Riverside      |                                                                                            |
| Krazy K.C.          | 1     | 25 maggio 2001    | Lytle Creek    |                                                                                            |
| TOOL                | 1     | 13 ottobre 2000   | San Bernardino |                                                                                            |
| Krazy K.C.          | 2     | 16 marzo 2002     | San Bernardino |                                                                                            |
| John Black          | 2     | 26 maggio 2002    | San Bernardino |                                                                                            |
| Steve Masters       | 1     | 18 ottobre 2002   | Covina         |                                                                                            |
| Bo Cooper           | 1     | 26 settembre 2003 | Covina         |                                                                                            |
| Vacante             | N/A   | 12 dicembre 2003  | Covina         | Cooper privato del titolo in seguito ad un No Show.                                        |
| Vizzion             | 1     | 12 dicembre 2003  | Covina         | In una Battle Royal.                                                                       |
| Kayam               | 1     | 23 aprile 2004    | Covina         |                                                                                            |
| Vizzion             | 2     | 7 maggio 2004     | La Puente      |                                                                                            |
| Vacante             | N/A   | 10 ottobre 2004   | Covina         | Vacante quando Vizzion e Black Pearl si schienarono a vicenda.                             |
| Vizzion             | 3     | 22 ottobre 2004   | Covina         | Sconfiggendo Black Pearl.                                                                  |
| Ricky Reyes         | 1     | 22 ottobre 2004   | Covina         |                                                                                            |
| Jason King          | 1     | 12 febbraio 2005  | Covina         |                                                                                            |
| Bino Gambino        | 1     | 23 settembre 2005 | Covina         |                                                                                            |
| Aaron Aguilera      | 1     | 12 febbraio 2006  | Covina         |                                                                                            |
| Vacante             | N/A   | 12 marzo 2006     | Covina         | Mando Guerrero priva Aguilera del titolo a causa di un No Show.                            |
| Chavo Guerrero      | 1     | 12 marzo 2006     | Covina         | Sconfiggendo Bino Gambino e Syrus per il titolo vacante.                                   |
| Syrus               | 1     | 19 marzo 2006     | El Monte       |                                                                                            |
| Bino Gambino        | 2     | 26 maggio 2006    | San Bernardino |                                                                                            |
| Joey Harder         | 1     | 5 gennaio 2007    | Covina         |                                                                                            |
| Dan Kobrick         | 1     | 22 giugno 2007    | Covina         |                                                                                            |
| Bino Gambino        | 3     | 23 novembre 2007  | Covina         |                                                                                            |
| Brandon Gatson      | 1     | 13 gennaio 2008   | San Bernardino |                                                                                            |
| Scorpio Sky         | 1     | 2 maggio 2008     | Covina         | In un 2 Out of 3 Falls Match.                                                              |
| Vacante             | N/A   | 22 agosto 2008    | Covina         | Scorpio si infortunò.                                                                      |
| Brandon Gatson      | 2     | 22 agosto 2008    | Covina         | Sconfiggendo Mikey Nicholls, Joey Ryan e Sonny Samson in un Fatal 4-Way Elimination Match. |
| Black Metal         | 1     | 11 ottobre 2008   | San Bernardino |                                                                                            |
| Brandon Gatson      | 3     | 27 febbraio 2009  | San Bernardino |                                                                                            |
| Ryan Taylor         | 1     | 30 ottobre 2009   | Covina         |                                                                                            |
| Johnny Starr        | 1     | 20 maggio 2011    | Covina         | Arbitro speciale: "Suicide Kid" Mikey Henderson.                                           |
| Ryan Taylor         | 2     | 12 agosto 2011    | Covina         | Shaun Ricker come arbitro speciale.                                                        |
| Shaun Ricker        | 1     | 2 settembre 2011  | Covina         |                                                                                            |
| Johnny Starr        | 2     | 23 settembre 2011 | Covina         |                                                                                            |
| Vacante             | N/A   | 1º giugno 2012    | Covina         | Starr rese vacante il titolo per infortunio.                                               |
| Joey Ryan           | 1     | 6 luglio 2012     | Covina         | Sconfiggendo Brandon Gatson e Mike Maze in un Triple Treath Match per il titolo vacante.   |
| Brandon Gatson      | 4     | 7 dicembre 2012   | Covina         |                                                                                            |